# 1968 en combiné nordique
| Années du combiné nordique : 1965 - 1966 - 1967 - 1968 - 1969 - 1970 - 1971    |
| Décennies du combiné nordique : 1930 - 1940 - 1950 - 1960 - 1970 - 1980 - 1990 |

Cette page reprend les résultats de combiné nordique de l'année 1968.

## Festival de ski d'Holmenkollen
L'épreuve de combiné de l'édition 1968 du festival de ski d'Holmenkollen fut remportée par l'Américain John Bower devant le Norvégien Gjert Andersen. Le Soviétique Vjatscheslav Drjagin termine troisième. Bower est le premier non-européen à remporter cette compétition.

## Jeux du ski de Lahti
L'épreuve de combiné des Jeux du ski de Lahti 1968 fut remportée par le coureur soviétique Vjatsjeslav Drjagin devant le Finlandais Rauno Miettinen. Le vainqueur de l'année précédente, le Norvégien Markus Svendsen, termine troisième.

## Jeux du ski de Suède
L'épreuve de combiné des Jeux du ski de Suède 1968 fut remportée par un coureur soviétique, Aleksandr Nossov (en), devant l'Américain John Bower. Le Norvégien Mikkel Dobloug est troisième.

## Jeux olympiques
Les Jeux olympiques d'hiver eurent lieu à Grenoble, en France. L'épreuve de combiné fut remportée par l'Allemand de l'Ouest Franz Keller devant le Suisse Alois Kälin. Andreas Kunz, un Allemand de l'Est, termine troisième.

## Universiade
L'Universiade d'hiver de 1968 s'est déroulée à Innsbruck, en Autriche. L'épreuve de combiné fut remportée par le Japonais Hiroshi Itagaki devant son compatriote Masatoshi Sudo. Le Tchécoslovaque Antonin Kucera complète le podium.

## Coupe de la Forêt-noire
La coupe de la Forêt-noire 1968 fut remportée par le Suisse Alois Kälin.

## Championnat du monde juniors
Le Championnat du monde juniors a été créé en 1968. La première édition a eu lieu aux Rousses, en France. Il a couronné le Finlandais Rauno Miettinen devant les Allemands de l'Est Ingo Scheibenhof et Witlof Hoffmann.

## Championnats nationaux

### Championnats d'Allemagne
Les résultats du Championnat d'Allemagne de l'Ouest de combiné nordique 1968 manquent.
À l'Est, l'épreuve du championnat d'Allemagne de combiné nordique 1968 fut remportée par Lothar Düring. Il s'impose devant Andreas Kunz. Le champion 1965, Günter Münzner, se classe troisième.

### Championnat d'Estonie
Le Championnat d'Estonie 1968 s'est déroulé à Otepää. Il fut remporté par Tõnu Haljand, le champion 1965 & 1966. Il s'impose devant René Meimer. Hasso Jüris, vice-champion les deux années précédentes, se classe troisième.

### Championnat des États-Unis
Les résultats du championnat des États-Unis 1968 sont incomplets. Il a été remporté par John Bower.

### Championnat de Finlande
Les résultats du championnat de Finlande 1968 manquent.

### Championnat de France
Les résultats du championnat de France 1968 manquent.

### Championnat d'Islande
Le championnat d'Islande 1968 fut remporté par Birgir Guðlaugsson, comme en 1964 et comme l'année précédente.

### Championnat d'Italie
Le championnat d'Italie 1968 fut remporté par le vice-champion sortant, Fabio Morandini. Après avoir échoué de peu dans sa conquête du titre les trois années précédentes, il s'impose devant le champion sortant, Ezio Damolin. Giovanni Rosato est troisième.

### Championnat de Norvège
Le championnat de Norvège 1968 se déroula à Ørskog, sur le Løklibakken. Le vainqueur fut Markus Svendsen, suivi par Mikkel Dobloug et Kåre Olav Berg.

### Championnat de Pologne
Comme les quatre années précédentes, le championnat de Pologne 1968 fut remporté par Józef Gąsienica Daniel (pl), du club « Start Zakopane ».

### Championnat de Suède
Le championnat de Suède 1968 a distingué Sven-Olof Israelsson, du club Dala-Järna IK. Le club champion fut le IF Friska Viljor.

### Championnat de Suisse
Le Championnat de Suisse 1968 a eu lieu à Lenk. Le champion 1968 fut le champion 1966, Alois Kälin. Il s'impose devant le champion sortant, Jacky Rochat, tandis que Rudolf Gutknecht occupe la troisième marche du podium.